# Parkgate Tarn
Der Parkgate Tarn ist ein See im Lake District der Grafschaft Cumbria in England.
Der Parkgate Tarn liegt südlich von Santon Bridge. Der See hat einen unbenannten Zufluss aus südwestlicher Richtung, aber keinen erkennbaren Abfluss.
Der natürliche See wurde als Zierteich aufgestaut, doch ist die angelegte Begrenzung zerstört worden.